# Plaza de Santo Domingo (Madrid)
La plaza de Santo Domingo es un espacio público de la ciudad española de Madrid, ubicado en el barrio de Palacio del distrito Centro. De forma irregular, convergen en él la calle de Silva, la calle de Jacometrezo, la carrera de San Bernardo, la calle de Veneras, la calle de Preciados, la costanilla de los Ángeles, la calle de Isabel la Católica, la calle de Torija, la calle de Leganitos y la cuesta de Santo Domingo.

## Historia

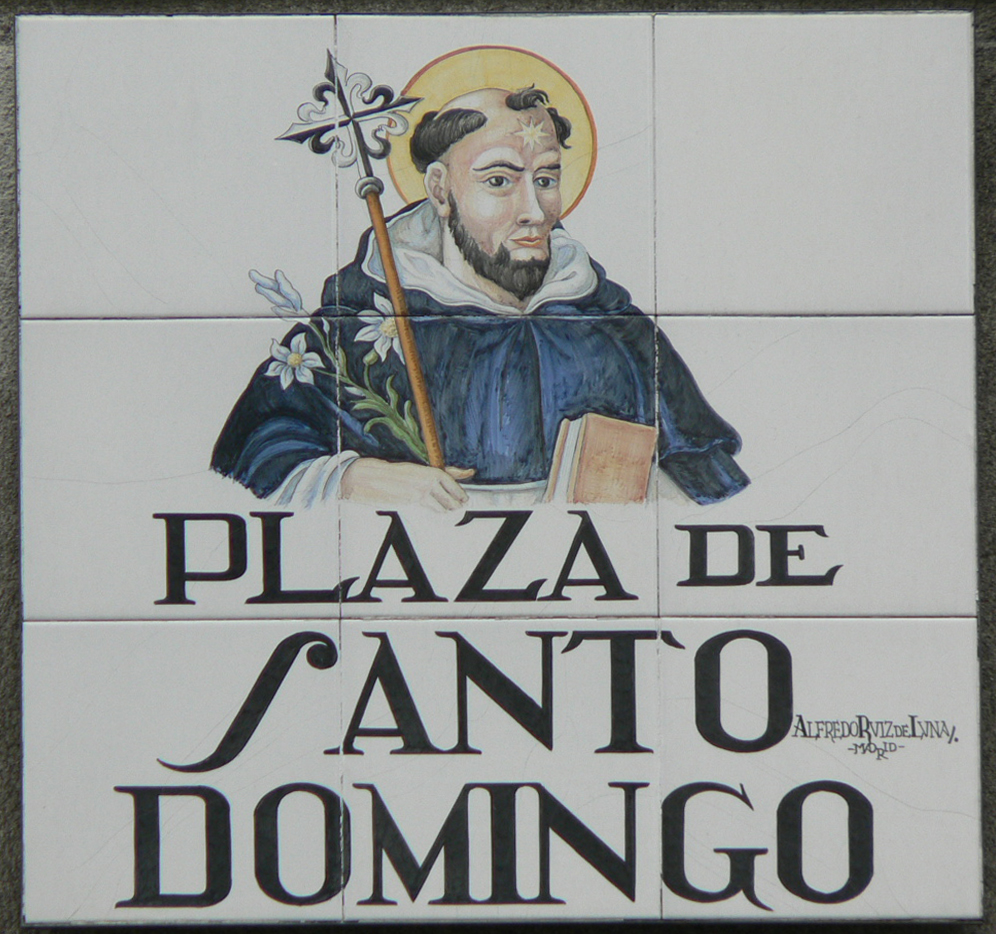
Placa del callejero

Descrita por Pedro de Répide como «interesante lugar madrileño formado realmente por dos plazas que se unen en escuadra», la plaza tuvo su origen en la plazuela formada ante el convento fundado por Domingo de Guzmán en 1218; así aparece rotulada, como plazuela de santo Domingo, en el plano de Teixeira, de 1656. Reinando ya Felipe II, se les construyó a las dominicas una iglesia, que fuera notable por sus sepulturas y sepultados.
En 1637 se colocó una fuente monumental conservada hasta 1865.
Relataba Répide en sus crónicas madrileñas que este espacio castizo fue escenario, como lo fue la plaza de Antón Martín, de las sangrientas luchas que el 22 de junio de 1866 se produjeron con la sublevación del cuartel de San Gil, bajo los auspicios de los partidos progresista y democrático con la intención de derribar la monarquía de Isabel II de España.
También anota Répide –tras evocar las «famosas chuletas de Barrionuevo», que se asaban en un mesón del lugar, que durante la primera mitad del siglo xx se instalaba un popular mercado de flores y, en primavera, de fresas de Aranjuez y de requesón de la localidad serrana de Miraflores, «pintoresca industria callejera» que desaparecería con la instalación de un macro-aparcamiento.

## Infraestructura urbana

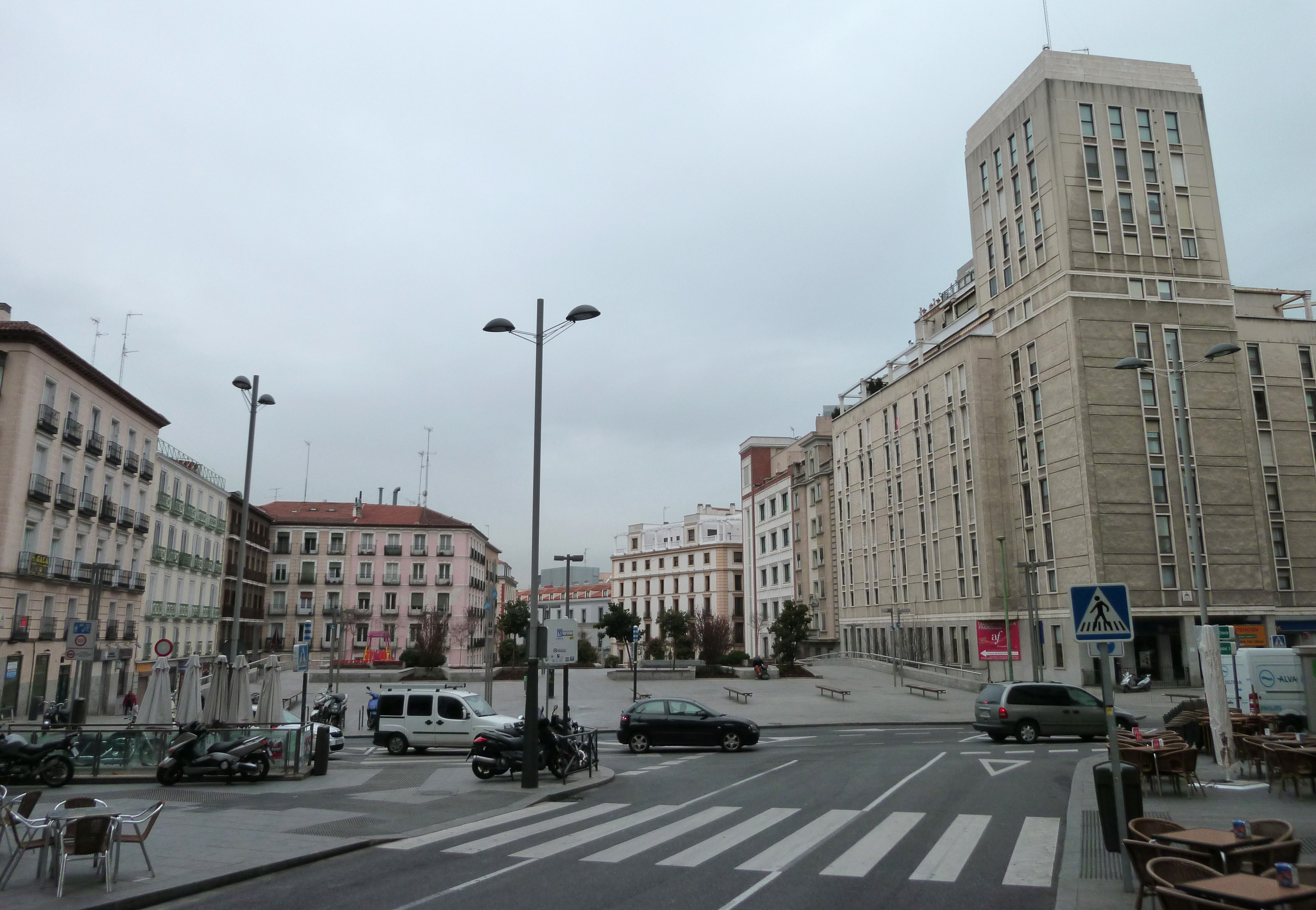
Vista desde Jacometrezo

Al inicio de la década de 1960 la confluencia de la calle y plaza homónimas, fue dividida por un macro-aparcamiento de varias plantas de alzado (subterráneas y al aire libre), considerado por algunos expertos como uno de los más desafortunados ejemplos de la arquitectura urbana en Madrid durante el llamado segundo franquismo o franquismo desarrollista.
En febrero de 2006 comenzaron las obras de demolición de la fea estructura y el Ayuntamiento madrileño convocó un concurso de proyectos de urbanización con un presupuesto previsto de 7,2 millones de euros. El espacio en superficie fue ocupado por 3500 metros cuadrados de zona peatonal, quedando oculta y abandonada la estructura subterránea.
En 2017 se retomó la idea de utilizar como espacio para estacionamiento la enorme “madriguera” abandonada.

## Notas

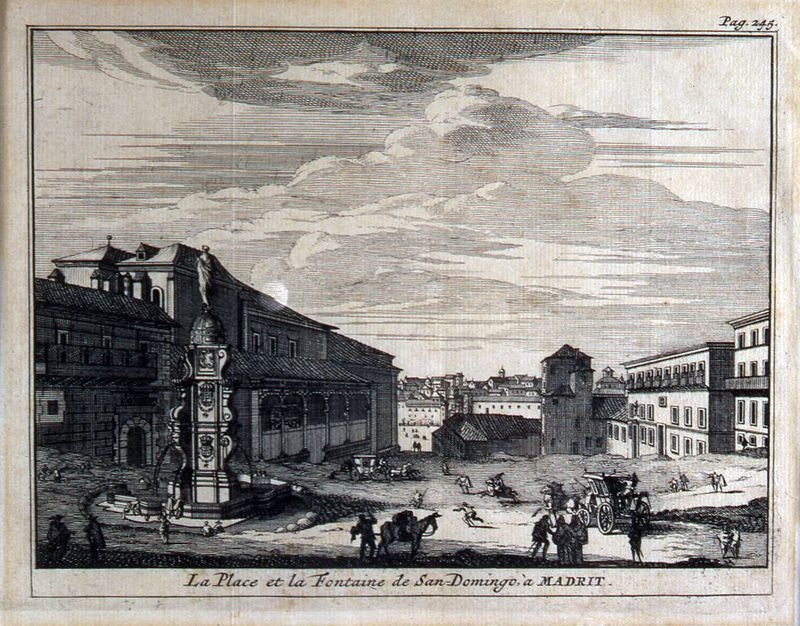
Vista de la plazuela de Santo Domingo y su fuente ornamental, en una copia francesa de 1707 de un dibujo y grabado originales de Louis Meunier hechos hacia 1665